# Stade José-Arcanjo
 (mars 2025).
Si vous disposez d'ouvrages ou d'articles de référence ou si vous connaissez des sites web de qualité traitant du thème abordé ici, merci de compléter l'article en donnant les références utiles à sa vérifiabilité et en les liant à la section « Notes et références ».
Le stade José-Arcanjo est un stade de Olhão dans la région de l'Algarve, Portugal.
C'est un stade omnisports. Le stade a été inauguré en 1984 et a une capacité de 10 000 places et pour club résident le SC Olhanense.